# Zakatlatan
Zakatlatan, trgovačko selo Koyukukhotana Indijanaca sa sjeverne obale rijeke Yukon na 156° 30'zapadne dužine, Aljaska. U povijesti je nazivano i Sachertelontin, Sakatalan, Sakadelontin, Saghadellautin i Sakataloden. Populacija mu je 1889. iznosila 25; 39 1890.

## Vanjske poveznice
- Hodge  Arhivirana inačica izvorne stranice od 4. ožujka 2016. (Wayback Machine)